# Hylands Park
Hylands Park är en herrgård med en 232 hektar stor park i Essex i södra England. Det ägs för närvarande av Chelmsford Borough Council. Parken är vanligtvis öppen för allmänheten om den inte används för något speciellt evenemang såsom en världsjamboree eller V Festival. Huset har genomgått en restaurering som slutfördes 2005. 